# Port de Yalta
Le port de Yalta est un port maritime dans l'ouest de la Crimée sur la mer Noire.

## Histoire
Il se situe sur les côtes de la mer Noire, au sud de la Crimée en la ville de Yalta et il a été créé en 1833. 
Presque détruit après le Seconde Guerre mondiale, il fut reconstruit et mécanisé.

## Intermodalité

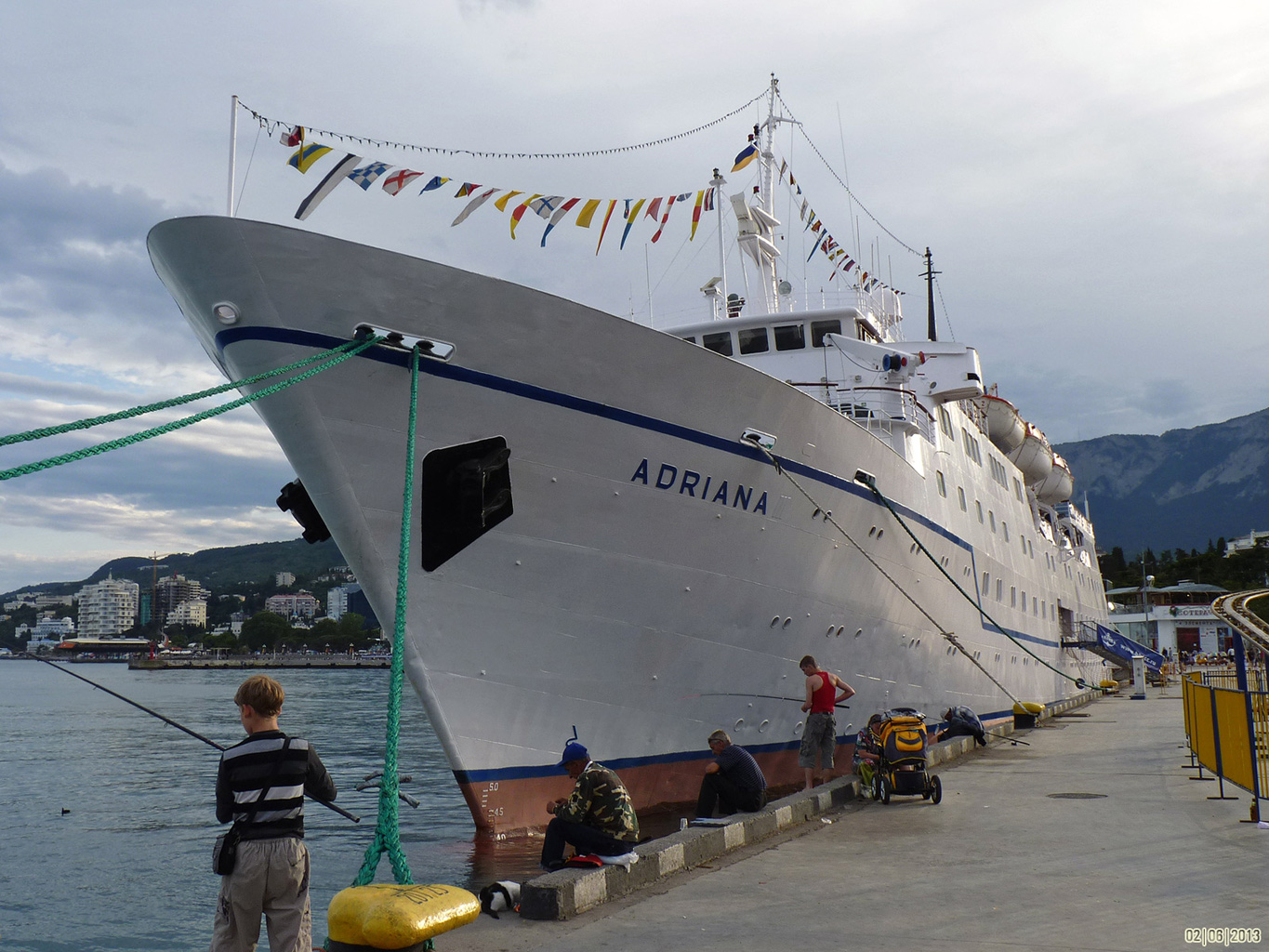
Transport de passagers Adriana.
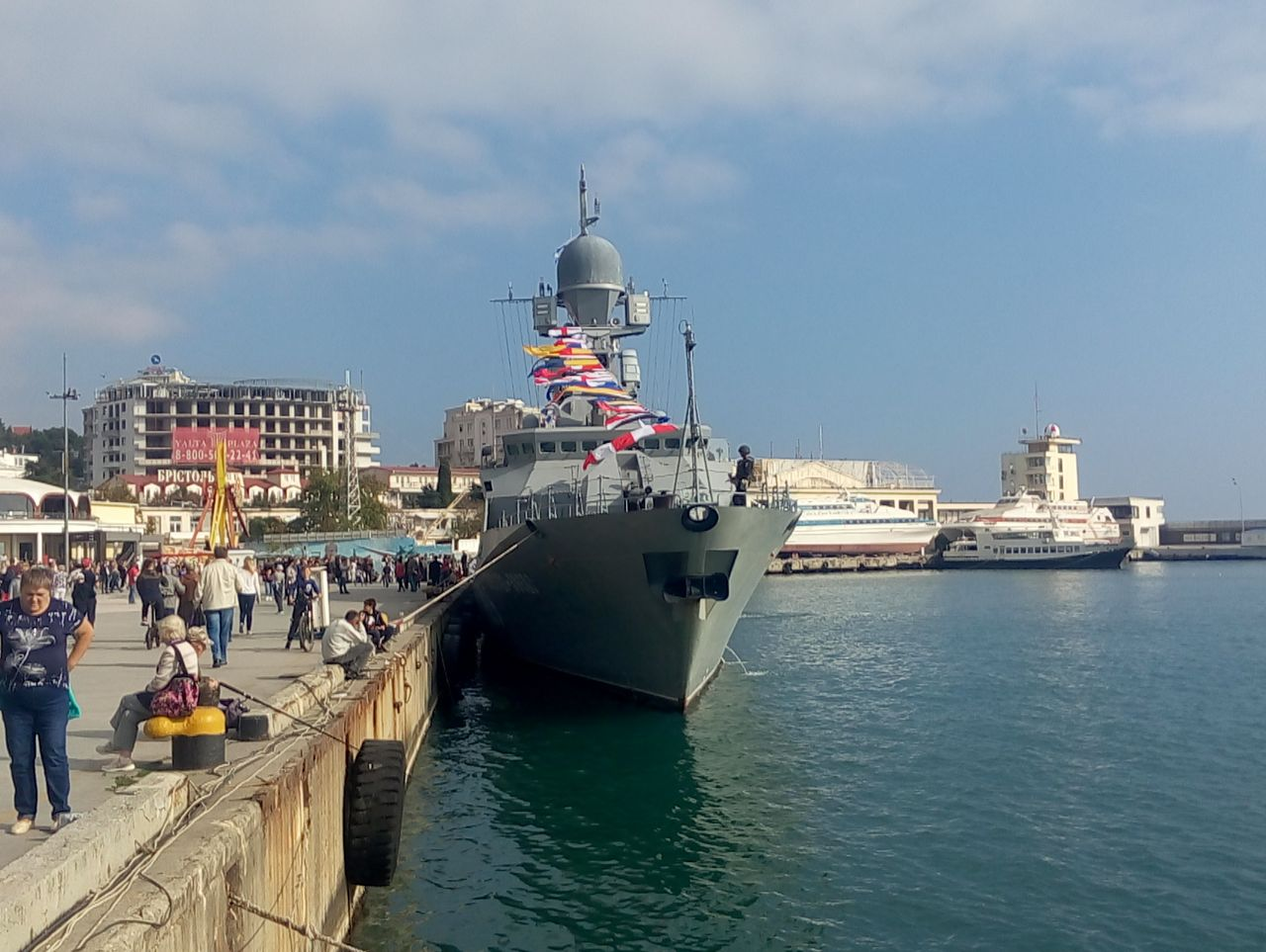
La corvette russe Orekhovo-Zouyevo (classe Bouyan M).
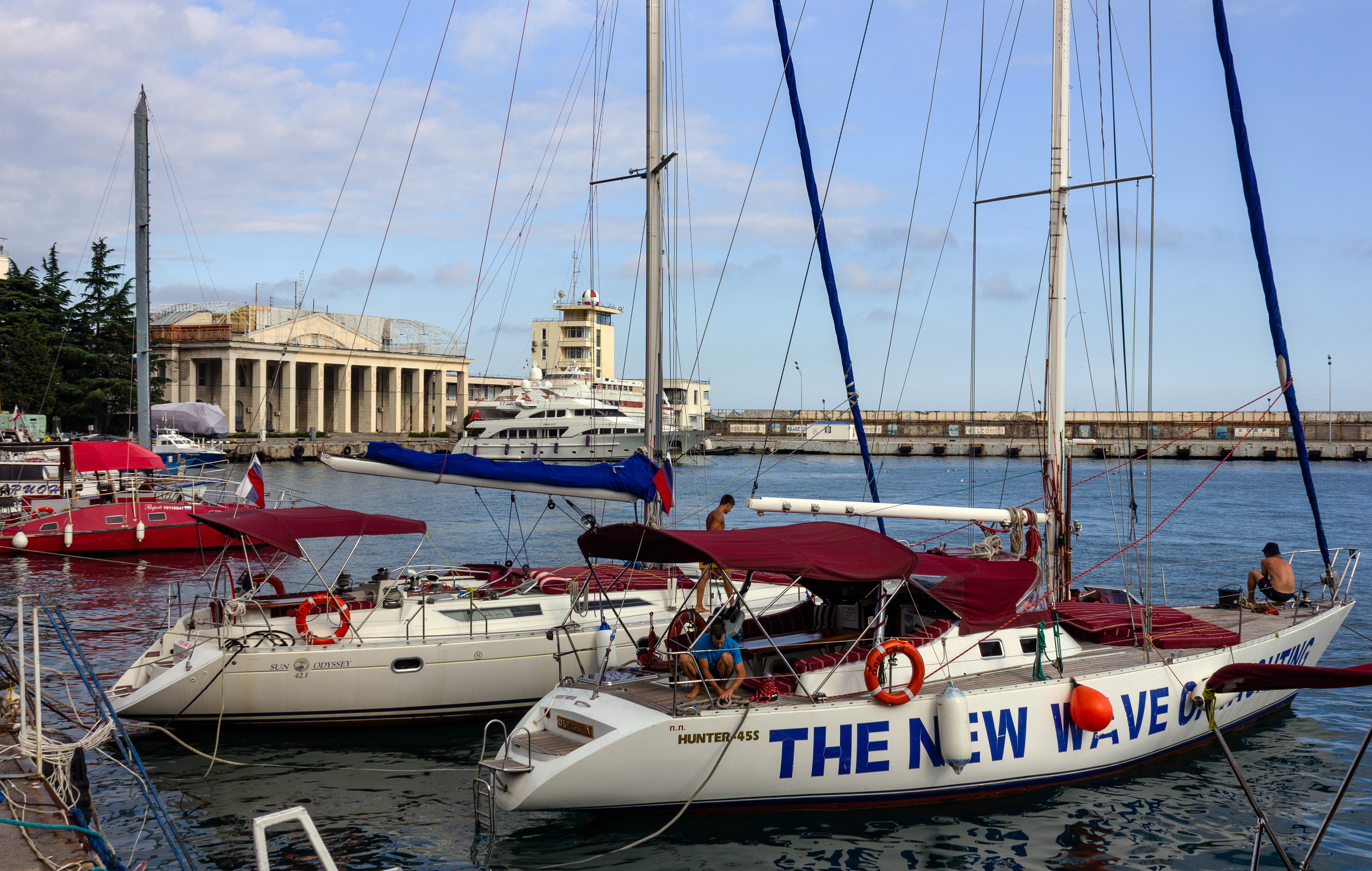
Plaisance et infrastructure portuaire.
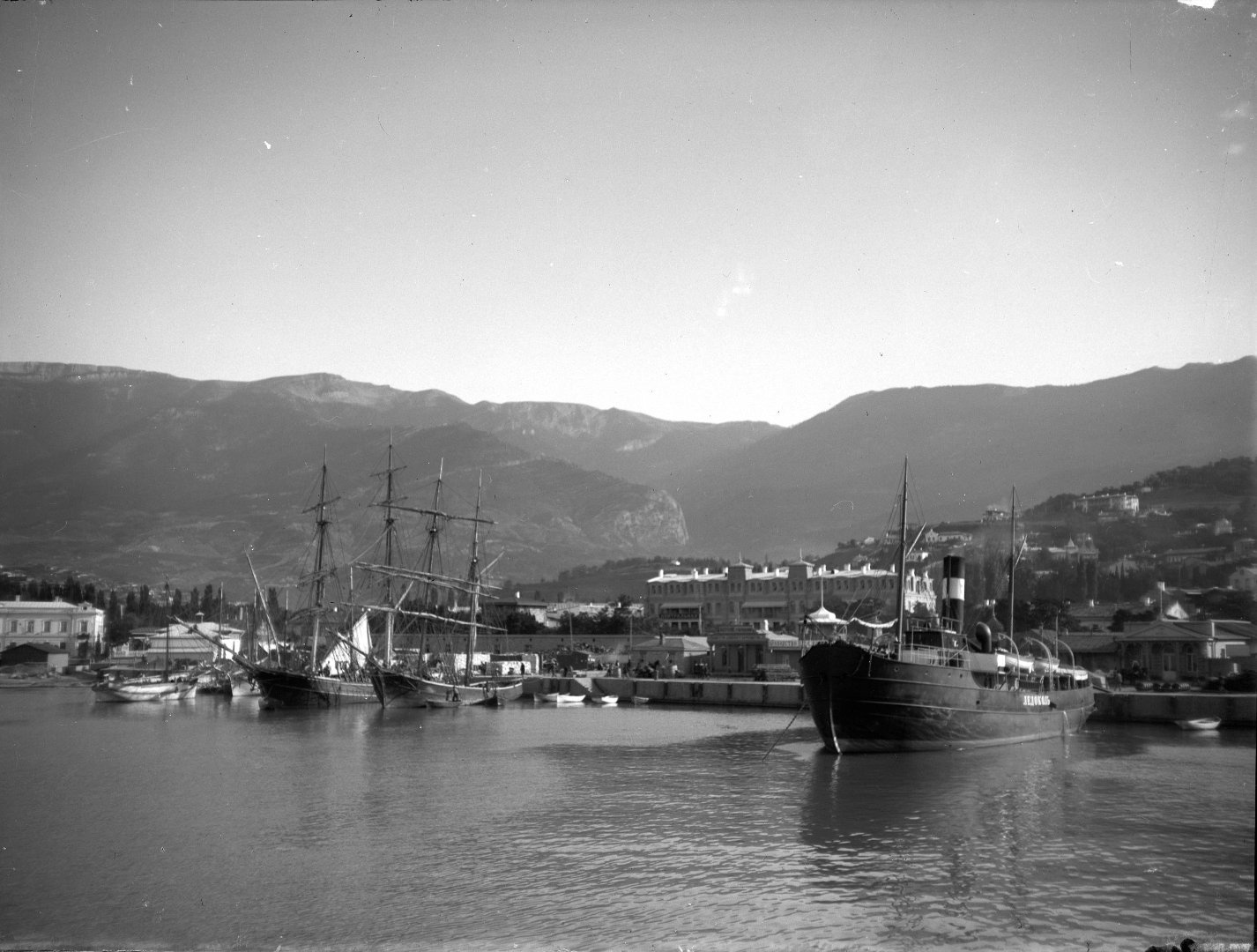
En 1897.